# Passagier Lokalisatie Formulier

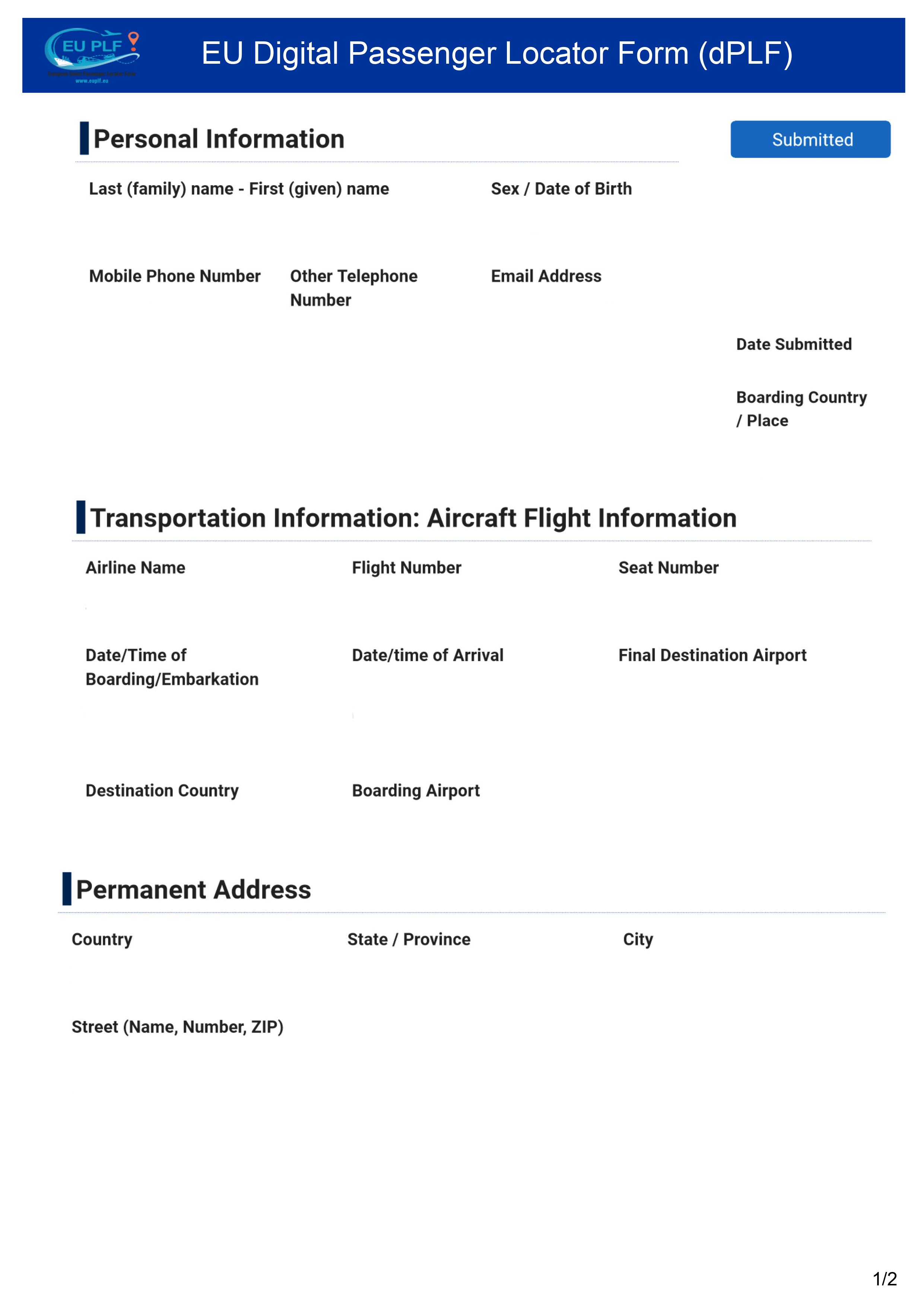
Een “Passenger Locator Form”.

Een Passagier Lokalisatie Formulier (Engels: Passenger Locator Form; PLF) is een formulier dat door sommige landen wordt gebruikt om bij internationale reizen vooraf informatie te verkrijgen over inkomende passagiers. Met het vraagt de overheid meestal naar contact-, reis- en verblijfsgegevens. Het kan de vorm hebben van een fysiek document of volledig elektronisch zijn en weinig meer dan een streepjescode bevatten. 
Tijdens de COVID-19 pandemie (2020-2023) werd het formulier gebruikt om het eventuele besmettingsrisico van inreizende personen voor anderen te bepalen. Naargelang de herkomst konden passagiers dan vrij doorreizen, dan wel een (gedeeltelijke) quarantaine opgelegd krijgen. 

## Europese Unie

### België
Op 20 augustus 2020 herinnerde de Veiligheidsraad eraan dat sinds 1 augustus alle personen die terugkeren na een verblijf in het buitenland van meer dan 48 uur, het Passenger Locator Formulier moesten invullen. Bovendien:
- wie terugkeert uit een rode zone moet zich laten testen en in quarantaine blijven, zelfs als hij/zij geen symptomen vertoont;
- wie terugkeert uit een oranje zone, wordt hetzelfde gevraagd, maar op vrijwillige basis, vooral als die persoon risicovolle contacten heeft gehad;
- iedereen wordt gevraagd om actief deel te nemen aan de contact tracing.

Op 27 november 2020 besloot het Overlegcomité tot een scherpere controle op reizen, met behulp van het formulier.
Op 4 maart 2022 werd de formulierverplichting opgeheven voor reizigers binnen de Europese Unie. Vanaf 23 mei 2023 werd de maatregel ingetrokken, behalve voor landen op de lijst met een hoog risico op een zorgwekkende variant (VOC). Die lijst bevatte 27 landen, op 26 juni 2021. Op 2 januari 2022 stonden nog 6 Afrikaanse landen op de lijst,  op 27 mei 2022 was de lijst leeg.
Op 28 september 2023 keurde de Kamer van volksvertegenwoordigers een wetsontwerp goed dat de herinvoering van reisbeperkingen, waaronder het formulier, een wettelijke basis biedt buiten een periode waarin de Pandemiewet van kracht is. Critici wezen op eerdere beloftes om de inperking van de privacy na de pandemie definitief op te heffen, en zagen in de registratie van persoonsgegevens een sluipende vrijheidsbeperking in.

### Ierland
Tijdens de COVID-19 pandemie verplichtte Ierland inkomende reizigers om een Passenger Locator Form in te vullen. De Ierse Minister van Buitenlandse Zaken Simon Coveney zei op 27 november 2020 dat, hoewel hij "momenteel geen plannen heeft" voor een vaccinatiestempel in paspoorten, zijn regering bezig was om het eerder ingevoerde 'passenger locator form' te wijzigen om bewijs voor negatieve PCR-tests voor het coronavirus erin op te nemen en dat het waarschijnlijk nog verder aangepast zou worden om er vaccinatiedata in op te nemen zodra er een COVID-19-vaccin beschikbaar was. Coveney benadrukte dat "we niet willen dat, na de enorme inspanningen en offers die ons volk heeft gebracht, het virus opnieuw binnengehaald wordt door internationaal reizen, hetgeen een gevaar is als we het niet goed aanpakken." De formuliervereiste werd ingetrokken met ingang van zondag 6 maart 2022.

## Internationaal

### Verenigd Koninkrijk
Tijdens de COVID-19 pandemie verplichtte de Britse overheid inkomende reizigers om een Passenger Locator Form in te vullen. Deze eis werd ingetrokken met ingang van vrijdag 18 maart 2022. 